# بينيت دافيسون
بينيت دافيسون (بالإنجليزية: Bennett Davison)‏ مواليد 21 نوفمبر 1975 في سان فرانسيسكو، هو لاعب كرة سلة أمريكي معتزل. بدأ مسيرته الاحترافية في سنة 1998. يبلغ طوله 6 قدم 8 بوصة (2.0 م). اعتزل اللعب في 2010.

## المسيرة الاحترافية
لعب مع غلطة سراي لكرة السلة في الدوري التركي في موسم 1998–1999، ثم لعب مع ملبورن يونايتد في الدوري الأسترالي في موسم 1999–2000، ثم لعب مع كركا من سنة 2000 إلى 2002، ثم لعب مع باسكت نابولي من سنة 2002 إلى 2004، ثم لعب مع فيرتوس بالاكانسترو بولونيا في موسم 2004–2005، ثم لعب مع سيبونا في موسم 2005–2006، ثم لعب مع فيرتوس بالاكانسترو بولونيا في موسم 2006–2007، ثم لعب مع أولمبيا ميلانو في الدوري الإيطالي في سنة 2007، ثم لعب مع سكافاتي باسكت في موسم 2008–2009.

## روابط خارجية
- بينيت دافيسون على موقع كرة السلة الأوروبية.كوم (الإنجليزية)
- بينيت دافيسون على موقع كلية كرة السلة في سبورتس رفرنس.كوم (الإنجليزية)
- بينيت دافيسون على موقع ريلجم (الإنجليزية)
- بينيت دافيسون على موقع بروبوليرز (الإنجليزية)
- بينيت دافيسون على موقع سبورتس رفرنس (الإنجليزية)